# Petri-Affäre
Die Petri-Affäre wurde durch den Ausschluss eines nationalsozialistische Gedankengänge verbreitenden Mitglieds aus einer Studentenverbindung im Jahr 1956 ausgelöst.

## Petris Aufsatz imNachrichtenblatt der Bonner Studentenschaft
Im November 1955 veröffentlichte der Bonner Student Klaus Petri (1933–2011), der Mitglied der Marburger Burschenschaft Germania war, in der Bonner Studentenzeitung Nachrichtenblatt der Bonner Studentenschaft einen Artikel, in dem er nationalsozialistisches Gedankengut verbreitete. So verteidigte er in dieser Schrift die Einrichtung der NS-Konzentrationslager mit der Begründung: „Ich akzeptiere die national-sozialistischen Maßnahmen, weil sie dem heißen Wunsch der damaligen Führung entsprangen, des deutschen Volkes Einigkeit und Recht und Freiheit zurückzugewinnen. Diesem großen Ziel musste die persönliche und individuelle Freiheit einiger weniger untergeordnet werden, denen man dadurch  die Möglichkeit nahm, in Versammlungen oder Journaille für ihre … dem Nationalsozialismus feindlichen Ziele zu werben.“ Der Artikel, so Petri, sei erforderlich, um die durch „Besatzungsphrasen“ eingeschläferten „völkisch-nationalen Elemente“ der Studenten wachzurütteln. Dass das Werk trotzdem nicht gelungen sei, habe an jenen Widerständlern gelegen, die zum Krieg getrieben hätten und Adolf Hitler in den Rücken gefallen seien, als er dabei war, „mit geballter Faust“ das Lebensrecht seines Volkes durchzusetzen.

## Ausschluss aus der Burschenschaft

### Ausschluss Petris durch die Aktivitas
Während weder der Rektor der Bonner Universität noch der Bonner AStA auf den Artikel reagierten, empörten sich seine Bundesbrüder in Marburg über Petris Verherrlichung nationalsozialistischen Gedankenguts. In einem Konvent beschlossen sie einstimmig, Petri cum infamia (mit Schimpf und Schande) aus der Germania auszuschließen, wegen dieser und anderer Verfehlungen (Petri hatte gegen die Aufnahme eines Studenten gestimmt, weil dieser keinen sogenannten arischen Großvater habe und dies dem Bund bei einer potentiellen Wiederbelebung der sogenannten Judenfrage Schwierigkeiten bereiten könnte). Der von der Aktivitas mit der Unterrichtung der Alten Herren beauftragte Sprecher Dietrich Oldenburg begründete in einem dreiseitigen Rundschreiben an die Altherrenschaft den Ausschluss Petris: „Wer die KZ-Lager mit all ihren scheußlichen Verbrechen in der Anlage für gerechtfertigt hält, zeigt eine menschlich verwerfliche Haltung. […] Solche Behauptungen verstoßen gegen jedes Anstandsgefühl. […] derartige Verstöße […] wird niemand mehr mit dem Mantel der freien Meinungsäußerungen decken können.“

### Auflösung der Aktivitas durch die Alten Herren
Die Aktivitas glaubte, mit der Unterrichtung der Altherrenschaft wäre die Angelegenheit erledigt. Schon bald mussten die 35 Aktiven erkennen, dass dies ein Irrtum war. Stapelweise kamen Protestbriefe in Marburg an, die die Rücknahme des Ausschlusses Petris forderten, zumal dieser der Sohn eines im Krieg gefallenen Bundesbruders, Hans Wilbert Petri, sei. Meinungsfreiheit sei auch für Petri gültig, er habe Auffassungen angesprochen, die viele teilten. Ein Großteil der Altherrenschaft sah in den führenden Aktiven Unruhestifter und eine Gefahr für den Bundesfrieden. Sie gaben die Parole aus: „Lieber eine kleine, sorgsam ausgewählte, als die jetzige, den neo-demokratischen Massengedanken zum Ausdruck bringende Aktivitas“.
Die Altherrenschaft forderte, einen außerordentlichen Bundeskonvent einzuberufen, um den Fall Petri neu aufzurollen und die Aktivitas zu disziplinieren und von schlechten Elementen zu reinigen, damit der Bund nicht zur „Avantgarde der Neo-Demokratie“ werde. Neben den 35 Aktiven waren auf diesem Konvent auch etwa 350 Alte Herren stimmberechtigt, von denen aber nicht alle erschienen. 
Zunächst wurde der aktive Bund suspendiert. Drei der Aktiven, die angeklagt waren, sich unbundesbrüderlich verhalten und Geheimbündelei getrieben zu haben, wurden anschließend gesondert ausgeschlossen (Walter Wallmann, der spätere hessische Ministerpräsident, Dietrich Oldenburg, späterer Präsident des Landesarbeitsamtes Hessen und Schriftsteller, sowie Hansgünther Kettling). Danach schritt man zur Neugründung und nahm nur 18 genehme Aktive wieder auf, so dass zahlreiche „unerwünschte Elemente“ ihre Mitgliedschaft verloren. Außerdem wurde Petris Ausschluss cum infamia in einen einfachen Ausschluss umgewandelt.

## Petris weiterer Lebenslauf
Bereits Petris Vater, der Wattenscheider Oberbürgermeister und bekennende Nationalsozialist Hans Wilbert Petri, war Mitglied der Marburger Burschenschaft Germania gewesen. Nach seinem Ausschluss trat Klaus Petri der Burschenschaft Marchia Bonn bei, der er bis zu seinem Lebensende angehörte. Petri wurde später in Lippstadt Rechtsanwalt und Notar, trat in die CDU ein und wurde Mitglied im Stadtrat. 1999 trat er nach fast 40-jähriger Zugehörigkeit aus der CDU aus und schloss sich erst den Republikanern, dann der NPD an, für die er 2005 für den Bundestag kandidierte. Er war Mitglied im Akademiekreis, einem Lesekreis für rechtsaußen stehende Personen. Petri war 47 Jahre lang bis 2011 im Vorstand, 40 Jahre als Vorstandsvorsitzender des Sportvereins Teutonia Lippstadt tätig und wurde danach einstimmig zum Ehrenvorsitzenden gewählt.